# Dyce Symbol Stones

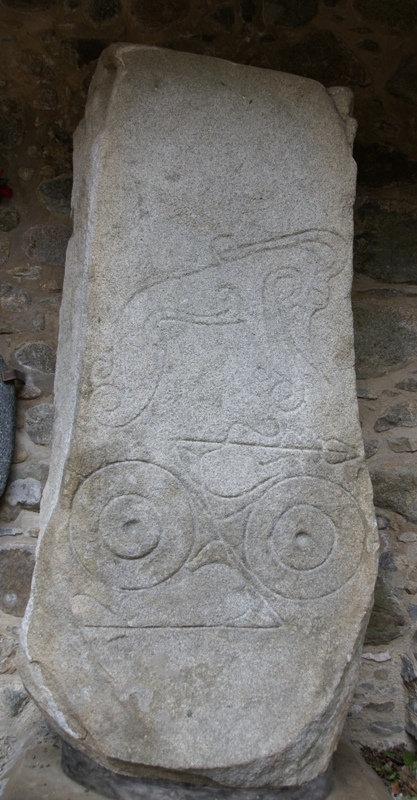
Dyce 1.

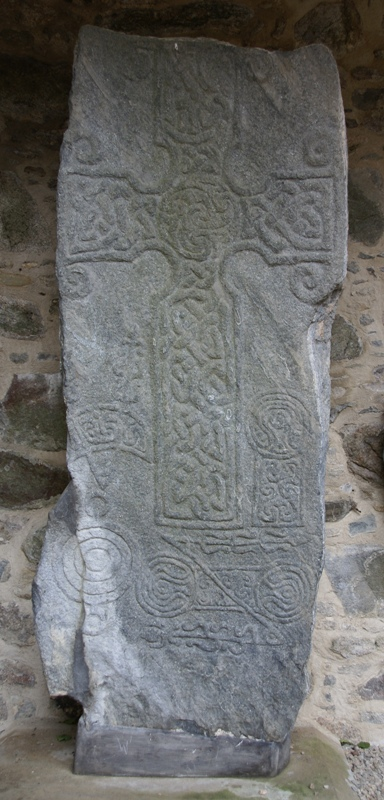
Dyce 2.

De Dyce Symbol Stones zijn twee Pictische stenen, die zich bevinden in de Chapel of St Fergus in Dyce in de Schotse regio Aberdeenshire.

## Beschrijving
Aan het westeinde van de ruïneuze Chapel of St Fergus staan onder een afdak een tweetal Pictische stenen en vier kleine grafstenen. De vier grafstenen hebben een ongebruikelijke vorm en zijn alle voorzien van een kruis.

### Dyce 1
De steen Dyce 1 is een klasse 1 Pictische steen. De steen is van grijs graniet en min of meer rechthoekig van vorm, waarbij de onderzijde enigszins is afgerond. Dyce 1 is 1,67 meter lang en 0,7 meter breed.
Dyce 1 heeft een afbeelding van het Zwemmende olifant (ook wel het Pictische beest genoemd) met daaronder een afbeelding van een dubbele discus met V-staaf. Deze steen werd gevonden op het kerkhof vóór 1856.

### Dyce 2
De steen Dyce 2 is een klasse 2 Pictische steen. Deze steen stamt waarschijnlijk uit het midden van de 9e eeuw. Dyce 2 is van graniet en is 1,4 meter hoog en 0,6 meter breed.
Dyce 2 heeft op de voorzijde een afbeelding van een kruis. Links van het kruis staat een afbeelding van een maan met V-staaf boven een drievoudige discus. Rechts van het kruis staat een afbeelding van een spiegelkist (mirror case) met eronder een afbeelding van een dubbele discus met Z-staaf.
Op de rechterzijkant van de steen staat een Ogham-inscriptie, die wordt gelezen als EOTTASSARRHETODDEDDOTS MAQQ ROGODDADD. Deze inscriptie werd in 1997 ontdekt. De betekenis is niet duidelijk, waarschijnlijk staat er een persoonlijke naam gevolgd door zoon van Rogoddadd. De eerste schriftelijke vermelding stamt uit 1792; toen bevond de steen zich in de muur rondom het kerkhof.

## Beheer
De Dyce Symbol Stones worden beheerd door Historic Scotland.